# Šíd
Šíd és un poble i municipi d'Eslovàquia. Es troba a la regió de Banská Bystrica.

## Història
La primera menció escrita de la vila es remunta al 1365.

## Demografia
| Godina             | 1994 | 2004   | 2014    | 2024    |
| ------------------ | ---- | ------ | ------- | ------- |
| Nombre de persones | 1082 | 1135   | 1284    | 1431    |
| Diferència         |      | +4,89% | +13,12% | +11,44% |

| Godina             | 2023 | 2024   |
| ------------------ | ---- | ------ |
| Nombre de persones | 1429 | 1431   |
| Diferència         |      | +0,13% |